# Mada Masr
Mada Masr (arabisch مدى مصر) ist eine unabhängige und liberale, englisch- und arabischsprachige Internet-Zeitung aus Ägypten, die in Ägypten blockiert ist. Sie wurde im Juni 2013 von Journalisten der Zeitung Egypt Independent gegründet, nachdem diese im April 2013 schließen musste.

## Geschichte

### Hintergrund
Egypt Independent war eine wöchentliche, 24-seitige, englischsprachige Zeitung, die aus der englischen Webausgabe der Zeitung Al-Masry Al-Youm hervorgegangen war. Die erste Ausgabe erschien am 24. November 2011. Im Dezember 2011 wurde der Druck der zweiten Ausgabe der Zeitung verhindert, nachdem ein Artikel des Politikwissenschaftlers Robert Springborg, der den Obersten Rat der Streitkräfte Ägyptens kritisierte, intern zensiert wurde.
Im April 2013 wurde die Redaktion vom Management der Al-Masry Media Corporation darüber informiert, dass ihr Print- und Online-Nachrichtenbetrieb eingestellt wird. Die Redaktion beschloss, eine Schlussausgabe zusammenzustellen, die am 25. April veröffentlicht werden sollte, „um die Bedingungen zu erläutern, unter denen eine starke Stimme des unabhängigen und fortschrittlichen Journalismus in Ägypten ausgelöscht wird“. Das Management entschied jedoch in letzter Minute, den Druck der endgültigen Ausgabe zurückzuhalten, sodass sich die Redaktion für eine Online-Veröffentlichung entschied.
Die Online-Ausgabe von Egypt Independent wurde später im Jahr 2013 neu aufgelegt.

### Gründung vonMada Masr
Am 30. Juni 2013 veröffentlichte Mada Masr seine erste Ausgabe.
Im ersten veröffentlichten Artikel beschrieb die Redaktion den Planungsprozess für den Start: „Wir haben beschlossen, dass wir sowohl auf Arabisch als auch auf Englisch veröffentlichen wollen, dass wir mehr datenbasierte Berichte und mehr investigativen Journalismus sehen wollen. Wir wollen mit verschiedenen Arten der Berichterstattung experimentieren. Und ganz wichtig: Ein Geschäftsmodell zu entwickeln und ein visionäres kommerzielles Team bereitzustellen, das dazu beiträgt, unsere Arbeit nachhaltig zu gestalten.“
In dem Artikel wurde auch beschrieben, wie das Redaktionsteam auf den Namen kam: „Es brauchte einen Namen. Ein arabischer Name, der auf Englisch leicht auszusprechen ist, der aber auch unsere Praxis des unabhängigen, fortschrittlichen Journalismus widerspiegelte. Nach einem langen Prozess kamen wir auf Mada. Es ist das arabische Wort für Reichweite, Umfang oder Spanne, aber es ist auch die Stelle, an der ein Stein auf einen Ring gelegt wird, ein Symbol dafür, dass man eine Position einnimmt.“
Der Artikel endete mit: „Heute wird Mada Masr inmitten vieler Herausforderungen und Unsicherheiten sowie Unvermeidlichkeit von Experimenten und Abenteuern als einziges Ziel, das wir uns vorstellen können, geboren.“
Seitdem veröffentlichte Mada Masr eine Reihe von Artikeln zu verschiedenen Themen wie Politik, Wirtschaft, Umwelt, Kultur und Lebensstil, und einige ihrer Artikel zu aktuellen Ereignissen in Ägypten wurden von internationalen Nachrichtenmedien zitiert. Beispielsweise wurde ein Artikel von Sarah Carr über die politische Bewegung The Third Square in einem Blogartikel der New York Times zu diesem Thema ausführlich herangezogen.

## Zensur vonMada Masr
Im Juli 2013 zitierte Associated Press in einem Artikel über die Voreingenommenheit der Medien in Ägypten nach dem Sturz von Mohammed Mursi die Aussage der Chefredakteurin von Mada Masr, Lina Attalah, dass der Druck auf die Journalisten gestiegen sei, sich an die Vorgaben zu halten, und wies auf die Berichterstattung über die Tötungen von Demonstranten hin, die das offizielle Narrativ der Übergangsregierung und des Militärs wiederholte. „Das Beängstigende an der Medienleistung dieses Mal ist es, dass die Agenda viel stärker von oben festgelegt wird“, sagte sie.
Mada Masr ist in Ägypten seit Mai 2017 gesperrt, zusammen mit zwanzig anderen Websites mit politischen Inhalten, die als freundlich zur Muslimbruderschaft und feindlich gegenüber der Regierung angesehen werden, und dissidente beitragende Autoren. In einer Erklärung gegenüber der offiziellen ägyptischen Nachrichtenagentur, der Middle East News Agency (MENA), gab eine Sicherheitsquelle an, dass die betreffenden Websites aufgrund der Verbreitung von Fake News blockiert wurden. Die Mada Masr Media Company reichte einige Wochen später eine Klage ein und forderte die ägyptische Nationale Regulierungsbehörde für Telekommunikation (NTRA) auf, eine offizielle Dokumentation der Entscheidung hinter der Sperre (falls vorhanden) sowie eine technische Erklärung dazu vorzulegen, wie die Sperre umgesetzt wurde. Sie forderte die Internetdienstanbieter auf, Hindernisse zu beseitigen, die Benutzer am Zugriff auf ihre Website hindern sollen. Die NTRA bestritt, für die Verwaltung der Sperre verantwortlich zu sein, und hielt diese Behauptung im gesamten Fall aufrecht.
Anwälte, die Mada Masr und das Ministerium für Kommunikation und Informationstechnologie vertreten, argumentierten, dass die NTRA allein verantwortlich sei. Die NTRA jedoch konterte, dass Website-Sperren in den Zuständigkeitsbereich des Obersten Medienregulierungsrates oder einer nationalen Sicherheitsbehörde fielen, zu der auch die Präsidentschaft und das Innenministerium gehören, die Allgemeinen Nachrichtendienste und die Verwaltungskontrollbehörde, wie in Artikel 1 des Kommunikationsgesetzes festgelegt ist.
Gemäß Artikel 64 dieses Gesetzes gelten die Streitkräfte Ägyptens auch als eine mit der nationalen Sicherheit befasste Behörde, wenn es um technische Fähigkeiten geht, zu denen auch Telekommunikationsgeräte, -systeme und -programme gehören. Da Medienaufsichtsbehörden weiterhin eine Beteiligung an der Sperrung des Zugangs zu ihrer Website bestritten, forderte die Mada Masr Media Company, dass das Gericht den ägyptischen Präsidenten, den Verteidigungsminister, den stellvertretenden Leiter des Allgemeinen Nachrichtendienstes, den Innenminister und den Chef des Obersten Gerichtshofs sowie den Medienregulierungsrat als Beklagte in diesem Fall hinzugefügt wird.
Da von Staatsanwälten oder der NTRA keine Informationen bereitgestellt wurden, überwies das Gericht den Fall am Tag der Urteilsverkündung, am 30. September 2018, zur technischen Überprüfung. Der Fall sollte an die NTRA verwiesen werden, aber da die Behörde in dem Fall Beklagter war, wurde er stattdessen an die Sachverständigenbehörde des Justizministeriums übergeben, wodurch das Gerichtsverfahren im Wesentlichen bis zu einem unbekannten Datum ausgesetzt wurde. Laut Anwalt Hazem Azhary kann es Jahre dauern, bis die Expertenbehörde des Ministeriums einen Fall prüft.
Ein Artikel der Chefredakteurin Lina Attalah über Mahmoud as-Sisi, einem leitenden Mitarbeiter des General Intelligence Service und ältesten Sohn des ägyptischen Präsidenten Abd al-Fattah as-Sisi, führte am 24. November 2019 zur Stürmung der Redaktionsräume durch Polizisten in Zivil und der Verhaftung von ihr und ihre Mitarbeiter Mohamed Hamma und Rana Mamdouh. Die drei wurden Stunden später zusammen mit dem Mitarbeiter Shady Zalat freigelassen, der separat in seiner Wohnung festgenommen und an einem nicht näher bezeichneten Ort festgehalten wurde. Die ägyptische Staatsanwaltschaft behauptete unter Berufung auf nationale Sicherheitsermittlungen, dass Mada Masr von der illegalen islamistischen Organisation Muslimbruderschaft mit der Absicht gegründet wurde, Fake News zu verbreiten. Der Sprecher des Außenministeriums, Ahmed Hafez, verteidigte die Razzia bei Mada Masr und erklärte, dass die Organisation ohne rechtliche Genehmigung operiere und dass die Razzia in Übereinstimmung mit dem Gesetz durchgeführt worden sei.
Atallah wurde später, am 17. Mai 2020, ein zweites Mal von ägyptischen Sicherheitskräften festgenommen. Noch am selben Tag wurde sie gegen Kaution freigelassen.
Am 8. September 2022 haben die ägyptischen Behörden die Chefredakteurin von Mada Masr, Lina Attalah, sowie die Journalistinnen Rana Mamdouh, Sara Seif Eddin und Beesan Kassab vorgeladen und verhört. Später wurden sie wegen „Verbreitung falscher Nachrichten“ und Verleumdung der regierungsnahen Partei der Zukunft der Nation im Zusammenhang mit einem Artikel über angebliche Korruption der Partei angeklagt. Die Partei war eng mit Präsident Abd al-Fattah as-Sisi verbunden. Die Journalisten wurden alle gegen Kaution freigelassen. Die ägyptischen Behörden haben unter der Führung von as-Sisi ihre Kontrolle über die Medien durch Online-Zensur, Razzien und Schließung unabhängiger Medienunternehmen und die Kontrolle von Inhalten sowohl öffentlicher als auch privater Medien zunehmend gefestigt.